# Riu Mignon
El Mignon és un riu al centre-oest de la França metropolitana i l'afluent més llarg del marge esquerre del Sèvre Niortaise, un riu costaner que desemboca a la badia d'Aiguillon. Aquest riu travessa dos departaments a la regió de Nova Aquitània, i fa de límit administratiu entre els departaments de Deux-Sèvres i de la Charanta Marítima. Pel que fa a la confluència amb el Sèvre Niortaise, és compartida entre Vendée, riba dreta, i Charente-Maritime, riba esquerra.

## Hidrografia
El seu curs té una longitud de 45,9 km, cosa que el converteix en l'afluent més llarg del marge esquerre del Sèvre Niortaise.
L'origen del Mignon és motiu de desacord entre qui creuen en la història i els qui creuen en la geografia, tot i que la solució actual no és concloent. Mentre que els tècnics del servei hidrològic de Sandre s'han inclinat per la ubicació de la font a Deux-Sèvres, al municipi de Prissé-la-Charrière, d'altres sostenen que el Mignon neix al Charente-Maritime, al municipi de Dœuil-sur-le-Mignon, i emfatitzen l'aspecte històric. De fet aquest darrer municipi ha donat durant molt de temps el nom de Mignon al riu que la creua, així com al seu poble principal. A més, el Sr. TÉ. Gautier, a la seva valuosa Statistiques du département, publicada el 1839, afirma clarament que «és en aquesta municipi on neix el petit riu Mignon» Al 1913 el municipi afegí el nom del riu al nom del poble per anomenar-se oficialment Dœufil-sur-le-Mignon. Aquest nomenament va permetre posar fi a una controvèrsia que, tanmateix, encara no s'ha acabat del tot.
D'altra banda, la controvèrsia acaba al petit municipi de Thorigny-sur-le-Mignon, on al poble, els conflueixen els dos rius procedents de cadascun dels presumptes llocs de naixement per formar un únic curs d'aigua, el Mignon.

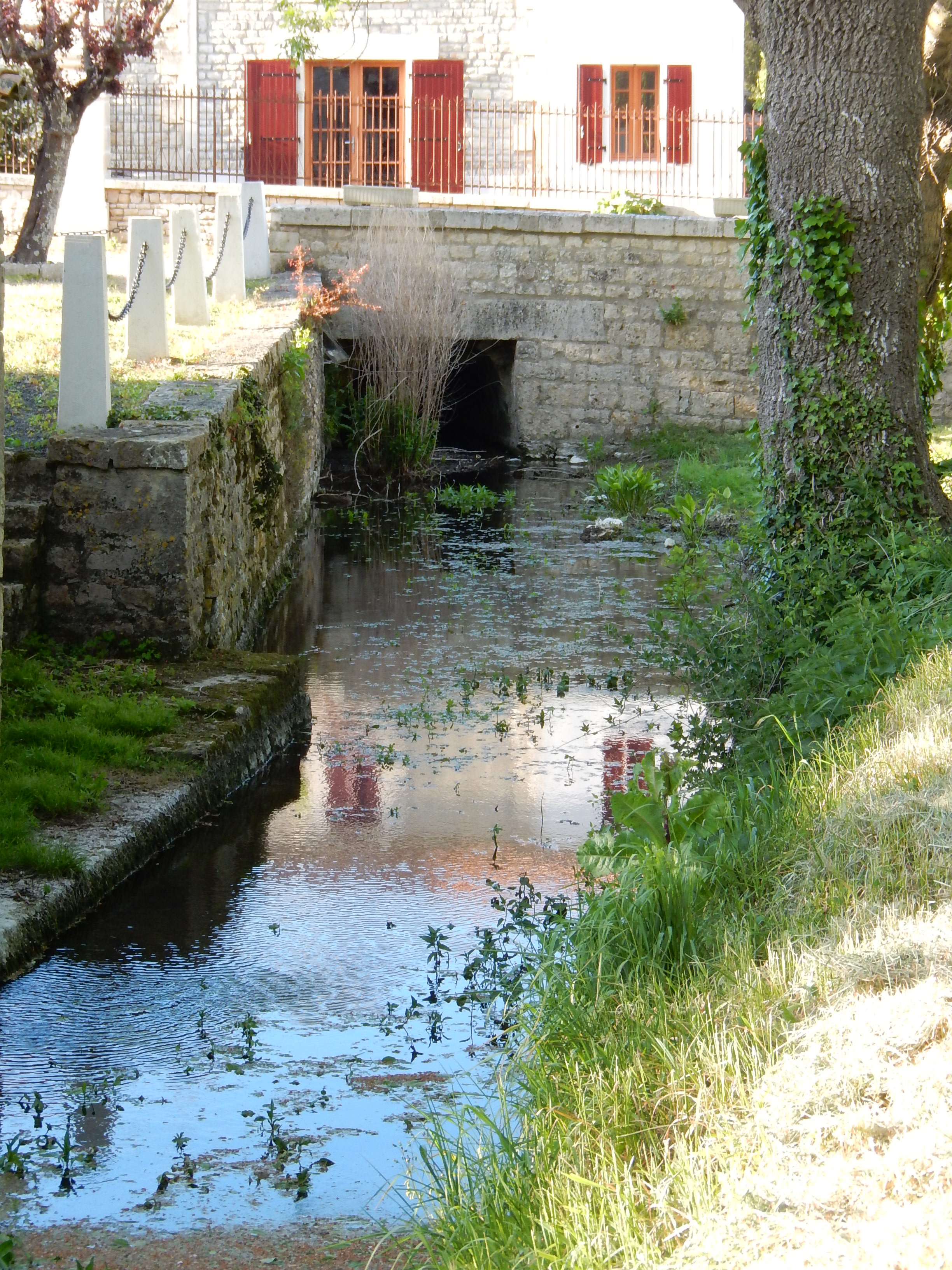
El Mignon, a Dœuil-sur-le-Mignon, a l'abril de 2017.

El Mignon neix al nord-est de la Charanta Marítima i a la frontera del departament de Deux-Sèvres, i el seu curs alterna municipis de Deux-Sèvres, de Charente-Maritime, o simplement ressegueix la frontera administrativa que separa ambdós departaments. Els catorze municipis que travessen des del naixement fins al lloc de confluència són els següents:
- Dœuil-sur-le-Mignon (cantó de Loulay, lloc de naixement),
- Prissé-la-Charrière (cantó de Beauvoir-sur-Niort , lloc de naixement),
- Thorigny-sur-le-Mignon (cantó de Beauvoir-sur-Niort),
- Usseau (cantó de Mauzé-sur-le-Mignon),
- Priaires (cantó de Mauzé-sur-le Mignon),
- Saint-Saturnin-du-Bois (cantó de Surgères),
- Saint-Pierre-d'Amilly (cantó de Surgères),
- Prin-Deyrançon (cantó de Mauzé-sur-le-Mignon)
- Mauzé-sur-le-Mignon (cantó de Mauzé-sur-le-Mignon, inici del canal de Mignon),
- Cramchaban (cantó de Courçon)
- Saint-Hilaire-la-Palud (cantó de Mauzé-sur-le-Mignon)
- La Grève-sur-Mignon (cantó de Courçon)
- La Ronde (cantó de Courçon, lloc de confluència).
- Maillé (Vendée, lloc de confluència).